# Bouvardia macdougallii
Bouvardia macdougallii är en måreväxtart som beskrevs av David H. Lorence. Bouvardia macdougallii ingår i släktet Bouvardia och familjen måreväxter. Inga underarter finns listade i Catalogue of Life.